# 岩手県立大槌病院
岩手県立大槌病院（いわてけんりつおおつちびょういん）は、岩手県上閉伊郡大槌町にある病院である。「県立大槌病院」、「大槌病院」などと略称される。大槌町唯一の入院施設である。

## 概要
- 設置者 - 岩手県
- 病院長 - 石川徹
- 所在地 - 岩手県上閉伊郡大槌町小鎚第23地割字寺野1-1
- 開設日 - 1939年（昭和14年）10月
- 病床数 - 一般：50
- 延床面積 - 5,352.00 m2[1]

## 沿革
- 1939年10月 - 岩手県医薬購買販売利用組合連合会大槌病院として開設（23床）。
- 1943年11月 - 岩手県農業会に経営移管。
- 1948年11月 - 岩手県厚生農業協同組合連合会に移管（55床）。
- 1950年11月 - 岩手県医療局に移管となり岩手県立大槌病院として発足（一般43床・伝染12床）。
- 2011年3月 - 新町8-14にあった病院が東日本大震災で被災。患者・職員は全員無事であった。
- 2011年6月 - 大槌第13地割字八幡前129-11に設置した仮設診療所で診療を再開。
- 2014年10月 - 院長の岩田千尋が震災時の尽力を理由に第3回赤ひげ大賞を受ける。
- 2016年5月 - 津波浸水域外の現在地に新築移転。

なお、町中心部にある旧病院の跡地は2024年11月時点でも岩手県医療局が管理しており、被災した建物本体は撤去されたものの基礎部分はそのまま放置されている。大槌町としての病院跡地の利活用計画は具体化していない。

## アクセス
- 国道45号「大槌BP南口」交差点から西へ約1.3 km進み、左折して約3分。
- 三陸鉄道リアス線 大槌駅より大槌町民バスで「県立大槌病院前」下車。
- JR釜石線・三陸鉄道リアス線 釜石駅より岩手県交通バス「赤浜」行（一部便のみ）で「県立大槌病院前」下車。または「赤浜」行の非経由便および「浪板」行「マスト前」で下車、大槌町民バスに乗り換え「県立大槌病院前」下車。